# El inútil
El inútil es una telenovela colombiana producida por Teleset para RCN Televisión de drama, comedia y romance en 2001. Fue protagonizada por Ruddy Rodríguez, Julián Arango, Víctor Mallarino y Manuela González.

## Sinopsis
El cumpleaños número 30 de Martín marca un cambio radical en su vida. A pesar de ser infinitamente ricos sus padres le exigen irse de la casa antes de tres meses, pues no están dispuestos a seguir teniendo un inútil en su casa. 
Lo peor de todo es que tendrá que irse sin una moneda en el bolsillo y a él lo único que le gusta hacer en la vida es bailar. 
Martín planea entonces conseguir esposa y casarse, aunque ni siquiera tiene novia, pues la única vez que ha estado enamorado fue a los 18 años cuando quedó prendado de una profesora diez años mayor que él y que lo dejó sin darle explicación alguna.
Aprovecha entonces su fiesta de cumpleaños para escoger a la mejor candidata, la cual debe cumplir un requisito indispensable: saber bailar. 
Es así como conoce a Miranda Zapata, quien se convierte en un problema para Pacho y Adelaida, los padres de Martín, pues la joven es hija de un excaddie de golf que ahora tiene todo un ‘emporio’ zapatero y que desea entrar a su círculo social y lo peor de todo a su mismo club. 
Sin embargo, lo peor está por venir, pues Miranda resulta ser la hijastra de Ruby, la maestra que Martín amó en el pasado.

## Elenco
- Ruddy Rodríguez ... Rubiela "Ruby" Salcedo de Zapata
- Julián Arango ... Martín Martínez Köppel
- Manuela González ... Miranda Zapata Alexander
- Constanza Duque ... Adelaida Köppel de Martínez
- Germán Quintero ... Francisco Martínez
- Sebastián Sánchez ... Gabriel Gaviria
- Antonio Sanint ... Fernando Fernández
- Patricia Grisales ... Úrsula Salcedo
- Jorge Herrera ... Gerardo Ruiz
- Manuel José Chávez ... Martín (joven)
- Víctor Mallarino ... Mirando Zapata
- Lorena de McCallister ... Rosario de Fernández
- Gerardo de Francisco ... Fernán Fernández
- Teresa Gutiérrez  ....  Doña Lucy
- Adriana Ricardo ... Mónica Julitza Paternina
- Yaneth Waldman ... Margarita de Gaviria
- Javier Gnecco Jr. ... Gabo Gaviria
- Juan Pablo Posada ... Jerry Ruiz
- Adriana Campos ... Jakie Ruiz[3]
- María José Tafur ... Lucero Zapata
- Carolina Trujillo ... Marinita Vda de Köppel
- Martha Isabel Bolaños ... Esmeralda
- Víctor Cifuentes ... Concejal
- Santiago Moure ... Don Efraín
- Sandra Pérez ... Liliana
- Hannah Zea ... Dora
- Rosalba Goenaga ... Teresa
- Antún Castro ... Rafael
- Jorge Monterrosa ... Alfredo
- Rosa María Ramírez ... Tránsito
- Diana Galeano ... Aracelly
- Genoveva Caro ... Juanita Holguín
- Anderson Balsero ... Roland
- Víctor Hugo Cabrera ... "Juan de Dios"
- Jerónimo Basile ... Salvatore
- David Ortiz ... Martín (niño)
- Betty Sánchez ... Teresa (joven)
- Facio Candia ... Rafael (joven)
- Elkin Díaz
- Héctor Barsola ... Niño deforme
- Eleazar Osorio

## Premios

### 2002 TVyNovelas Premios
- Protagonista Favorito Víctor Mallarino

### 2002 India Catalina Awards
- Mejor actor protagonista Víctor Mallarino